# Seide
Seide (oficialmente: União das Freguesias de Seide) é uma freguesia portuguesa do município de Vila Nova de Famalicão, com 2,85 km² de área e 1514 habitantes (censo de 2021). A sua densidade populacional é 531,2 hab./km².

## História
Foi criada aquando da reorganização administrativa de 2012/2013, resultando da agregação das antigas freguesias de São Miguel de Seide e São Paio de Seide.

## Demografia
A população registada nos censos foi:
| Distribuição da População por Grupos Etários | Distribuição da População por Grupos Etários | Distribuição da População por Grupos Etários | Distribuição da População por Grupos Etários | Distribuição da População por Grupos Etários | Distribuição da População por Grupos Etários |
| -------------------------------------------- | -------------------------------------------- | -------------------------------------------- | -------------------------------------------- | -------------------------------------------- | -------------------------------------------- |
| Antes da agregação                           |                                              |                                              |                                              |                                              |                                              |
| Ano                                          | 0-14 anos                                    | 15-24 anos                                   | 25-64 anos                                   | >= 65 anos                                   | Total                                        |
| 2001                                         | 286                                          | 208                                          | 852                                          | 160                                          | 1506                                         |
| 2011                                         | 252                                          | 163                                          | 876                                          | 251                                          | 1542                                         |
| Após a agregação                             |                                              |                                              |                                              |                                              |                                              |
| Ano                                          | 0-14 anos                                    | 15-24 anos                                   | 25-64 anos                                   | >= 65 anos                                   | Total                                        |
| 2021                                         | 205                                          | 159                                          | 816                                          | 334                                          | 1514                                         |